# Enxaguante bucal

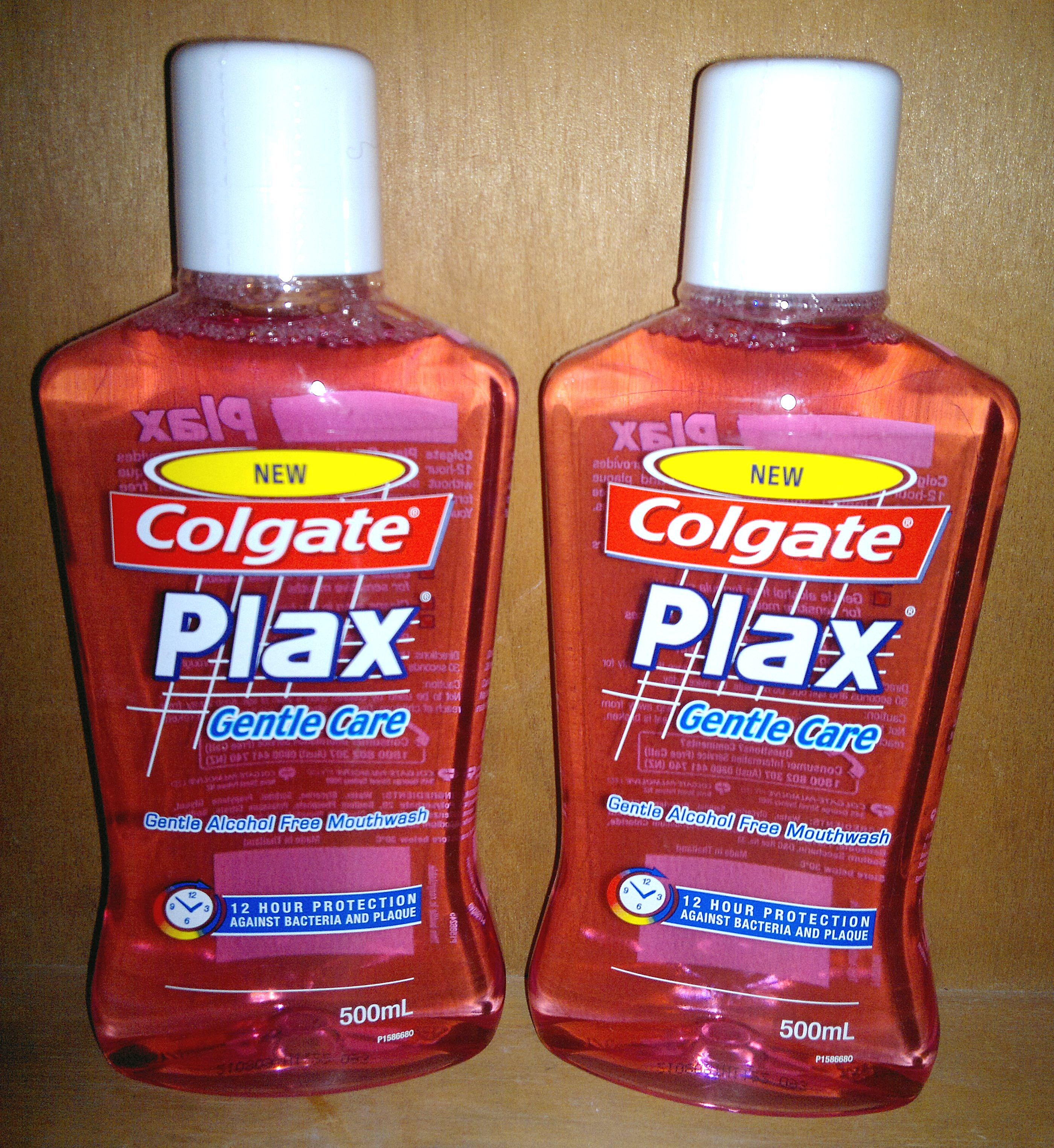
Enxaguante bucal da marca Colgate Plax.

Antisséptico bucal, elixir bucal, elixir oral(pt-PT), colutório(pt-BR), enxaguatório(pt-BR) ou ainda enxágue bucal(pt-BR) são líquidos utilizados para realizar a higiene da cavidade oral.
O seu uso diário pode evitar diversos problemas, como cáries, formação de placa bacteriana, mau hálito e gengivite, entre outros. Alguns produtos usam doses extras de flúor e/ou contêm agentes branqueadores dos dentes na sua composição. Há produtos que contêm álcool e outros que não.  
O uso prolongado dos antissépticos bucais que possuem álcool em sua fórmula podem agredir a mucosa, causando uma descamação, afeta também as papilas linguais, interferindo assim na função gustativa e pode também interferir na coloração do elemento dental.
A cavidade bucal é um ambiente ideal para o crescimento de microrganismos, tendo sido identificadas em torno de 500 espécies bacterianas, com características morfológicas e bioquímicas distintas. Em termos quantitativos, é estimado que mL de saliva tem uma contagem bacteriana na faixa de 108 a 109 microrganismos, enquanto a placa dental na gengiva cervical pode conter uma população bacteriana de aproximadamente 100 bilhões de microrganismos.